# Psyche&Brein
Psyche&Brein is een tweemaandelijks blad over psychologie, hersenwetenschap en opvoeding. Het is in 2005 ontstaan als special van Eos, maar is sinds 2007 een zelfstandig blad. Het magazine brengt vertalingen, uit het Amerikaanse tijdschrift Scientific American Mind en de Duitse versie daarvan, Gehirn & Geist, en daarnaast originele Nederlandstalige artikels. Psyche&Brein wordt uitgegeven door de Belgische uitgeverij Cascade, dat onderdeel is van het Nederlandse Audax. De redactie is gevestigd in Antwerpen.